# یواس‌اس چراو (وای‌تی‌بی-۸۰۲)
یواس‌اس چراو (وای‌تی‌بی-۸۰۲) (به انگلیسی: USS Cheraw (YTB-802)) یک کشتی است که طول آن ۱۰۹ فوت (۳۳ متر) می‌باشد. این کشتی در سال ۱۹۶۹ ساخته شد.